# CATHéRINE
CATHéRINE is een reportagereeks op VTM, gemaakt samen met de Telefactsredactie en gepresenteerd door Cathérine Moerkerke.
In de reeks focust Cathérine zich op onbekende werelden en maakt aan den lijve mee hoe het is om in die wereld te leven en/of te werken.

## Seizoen 1 (2016)
| Afl. | Onderwerp                                 | Locatie                                        |
| ---- | ----------------------------------------- | ---------------------------------------------- |
| 1    | Orgaandonatie                             | Universitair Ziekenhuis Gasthuisberg in Leuven |
| 2    | Pathfinders Defensie                      | Leopoldsbrug (België), Frankrijk               |
| 3    | Belgische ambassadeur in Jordanië en Irak | Irak en Jordanië                               |
| 4    | Red Flames                                | België                                         |
| 5    | Moulin Rouge                              | Parijs                                         |
| 6    | Modeontwerpen Christian Wijnants          | Parijs                                         |
| 7    | Hilton Hotel Parijs                       | Parijs                                         |
| 8    | Joden                                     | Antwerpen (België)                             |
| 9    | Pairi Daiza                               | Henegouwen (België)                            |
| 10   | Elitepaarden                              | Saoudi-Arabië                                  |
| 11   | Privédedectives                           | België                                         |
| 12   | MMA                                       | Antwerpen (België)                             |
| 13   | Familie                                   | Vilvoorde (België)                             |